# 먼데서 온 여자
먼데서 온 여자는 1970년 공개된 대한민국의 영화이다.

## 배역
- 신성일
- 윤정희
- 김정훈
- 김동원
- 김창숙
- 이경아
- 김정옥
- 황인지
- 장정국
- 이강조